# Championnat du Japon de sport-prototypes 1983
Navigation
Édition suivante
Le Championnat du Japon de sport-prototypes 1983 est la 1re saison du Championnat du Japon de sport-prototypes. Il s'est couru du 3 avril 1983 au 2 octobre 1983, comprenant trois courses.

## Calendrier
| Manche | Course                       | Circuit | Participants | Date      |
| ------ | ---------------------------- | ------- | ------------ | --------- |
| 1      | International Suzuka 500 km  | Suzuka  | 21           | 3 avril   |
| 2      | International Suzuka 1000 km | Suzuka  | 30           | 28 août   |
| 3      | 1 000 km de Fuji             | Fuji    | 36           | 2 octobre |

## Résultats de la saison

### Courses
| Manche | Circuit | Équipe vainqueur             | Résultats |
| Manche | Circuit | Pilote vainqueur             | Résultats |
| ------ | ------- | ---------------------------- | --------- |
| 1      | Suzuka  | Trust Racing Team            | Résultats |
| 1      | Suzuka  | Vern Schuppan Naohiro Fujita | Résultats |
| 2      | Suzuka  | Trust Racing Team            | Résultats |
| 2      | Suzuka  | Vern Schuppan Naohiro Fujita | Résultats |
| 3      | Fuji    | Rothmans Porsche             | Résultats |
| 3      | Fuji    | Derek Bell Stefan Bellof     | Résultats |